# Augochloropsis vivax
Augochloropsis vivax är en biart som först beskrevs av Smith 1879.  Augochloropsis vivax ingår i släktet Augochloropsis och familjen vägbin. Inga underarter finns listade.